# Recife
Recife (wym. [ʁeˈsifi]ⓘ) – miasto we wschodniej Brazylii, stolica stanu Pernambuco. Łącznie z przedmieściami liczy ok. 3,4 mln mieszkańców.

## Historia
Port nad Atlantykiem założony przez Portugalczyków w 1537 roku w pobliżu Olindy. Pozostawał w ich posiadaniu do uzyskania przez Brazylię niepodległości, z wyjątkiem okresu 1630–1654, kiedy był stolicą Nowej Holandii. Słynął z plantacji trzciny cukrowej. W 1817 stolica rządu republikańskiego podczas krótkotrwałego powstania, stłumionego przez siły monarchii portugalskiej.

## Współczesność
Recife jest dużym centrum gospodarczym i turystycznym. Posiada katedrę z XVII wieku, barokowe kościoły, fort i pałac gubernatorski z XVIII wieku. Połączenia lotnicze zapewnia Port lotniczy Recife. W mieście swoje siedziby ma kilka klubów piłkarskich, m.in. Sport Recife, Náutico Recife, Santa Cruz Recife, Manchete Recife.

## Gospodarka
W mieście rozwinął się przemysł spożywczy, włókienniczy, odzieżowy oraz cementowy.

## Miasta partnerskie[4]
- Porto, Portugalia
- Nantes, Francja
- Kanton, Chiny